# Phrygilus atriceps
A Phrygilus atriceps a madarak osztályának verébalakúak (Passeriformes) rendjébe és a sármányfélék (Emberizidae) családjába tartozó faj.

## Rendszerezése
A fajt Frédéric de Lafresnaye és Alcide d’Orbigny írták le 1837-ben, az Emberiza nembe Emberiza atriceps néven.

## Előfordulása
Az Andokban, Argentína északnyugati, Bolívia délkeleti, Chile északi és Peru déli részén honos. Természetes élőhelyei a szubtrópusi és trópusi hegyi esőerdők és magaslati cserjések. Állandó, nem vonuló faj

## Megjelenése
Testhossza 16 centiméter. Fekete feje, szárnya és farka van, a tollazat többi része narancssárga. A hímnek élénkebb a színe, mint a tojónak.
|  |

## Természetvédelmi helyzete
Az elterjedési területe nagyon nagy, egyedszáma pedig stabil. A Természetvédelmi Világszövetség Vörös listáján nem fenyegetett fajként szerepel.